# جاسر يحيى
جاسر يحيى (مواليد 19 ديسمبر 1992) لاعب كرة قدم قطري يجيد اللعب في خط الوسط مع نادي الخور في دوري نجوم قطر .
لعب مع السد والنادي العربي ونادي أم صلال ونادي الخور ونادي معيذر.

## روابط خارجية
- جاسر يحيى على موقع Soccerway.com (الإنجليزية)